# بيل هوسكيت جونيور
بيل هوسكيت جونيور (بالإنجليزية: Bill Hosket Jr.)‏ مواليد 20 ديسمبر 1946 في دايتون، هو لاعب كرة سلة أمريكي سابق. بدأ مسيرته الاحترافية في سنة 1968. تم اختياره من قبل فريق نيويورك نيكس خلال الدرافت. يبلغ طوله 6 قدم 8 بوصة (2.0 م). شارك في دورة الألعاب الأولمبية الصيفية سنة 1968. اعتزل اللعب في 1972. فاز بلقب دوري إن بي إيه. أحرز خلال مسيرته في الإن بي إيه 573 نقطة بمعدل 4.0 نقاط في المباراة الواحدة. لعب مع نيويورك نيكس وبوفالو بريفز.

## الميداليات
| الميدالية | المسابقة                       |
| --------- | ------------------------------ |
| ذهبية     | الألعاب الأولمبية الصيفية 1968 |

## روابط خارجية
- بيل هوسكيت جونيور على موقع الاتحاد الدولي لكرة السلة (الإنجليزية)
- بيل هوسكيت جونيور على موقع إن بي أي (الإنجليزية)
- بيل هوسكيت جونيور على موقع سبورتس رفرنس (الإنجليزية)
- بيل هوسكيت جونيور على موقع كلية كرة السلة في سبورتس رفرنس.كوم (الإنجليزية)
- بيل هوسكيت جونيور على موقع ريلجم (الإنجليزية)
- بيل هوسكيت جونيور على موقع سبورتس رفرنس (الإنجليزية)
- بيل هوسكيت جونيور على موقع أوليمبيديا (الإنجليزية)